# Scimitarra

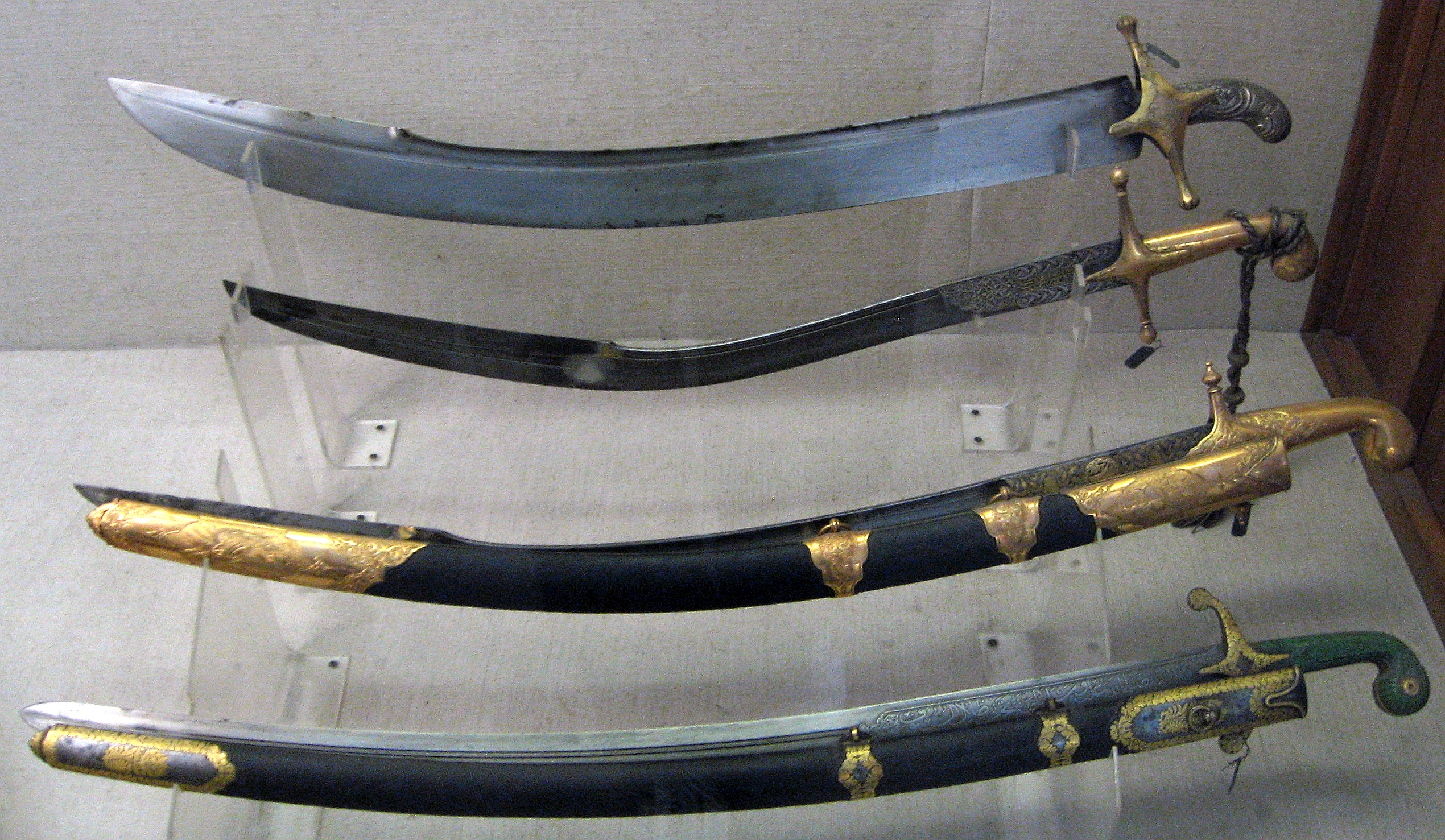
Kilij - Scimitarra dei Turchi
Dall'alto al basso:Spada da esecuzione; Mod. "tardo" (XVII secolo); Mod. "classico" (XIII secolo); Ibrido scimitarra-sciabola di produzione occidentale.

La scimitarra (in persiano شمشیر‎, shamshir) è un'arma bianca manesca del tipo spada originaria dei paesi del Medio Oriente. Ha lama monofilare dalla curvatura molto pronunciata, con taglio convesso e dorso concavo, capace di provocare danni molto gravi se usata di taglio, ed impugnatura ad una mano.
Dalla scimitarra orientale venne derivata la moderna sciabola occidentale, dalla quale la prima si differenzia sempre per l'avere la lama molto più ricurva.

## Etimologia
Il vocabolo "scimitarra" compare nel lessico della Lingua italiana e della Lingua francese (in questo caso "cimeterre") a partire dal Tardo Medioevo e si afferma poi in tutte le lingue europee. La quasi certa origine del vocabolo europeo è da ricercarsi nei termini in persiano shim- o shamshir, indicanti appunto, sin dall'XI secolo la scimitarra persiana, la shamshir. Il vocabolo "shamshir", a sua volta, è di possibile derivazione da shafshēr, in lingua pahlavi "artiglio del leone" (sham = artiglio, shir = leone), in riferimento alla forma ricurva della lama dell'arma. Tuttavia è molto probabile che si tratti di un'erronea interpretazione recente, radicatasi anche in ambiente accademico, in quanto la parola shafshēr era già presente in pahlavi con il significato generico di spada (v. spada sasanide).
Una serie di armi tradizionali sono comunemente chiamate scimitarre:
- Dao (scimitarra archetipica dei turco-mongoli)
- Kilij (turco)
- Saif (arabo)
- Shamshir (persiano)
- Talwar (hindi)
- Nimcha (di origine marocchina)
- Pulwar (di origine afghana)

## Storia

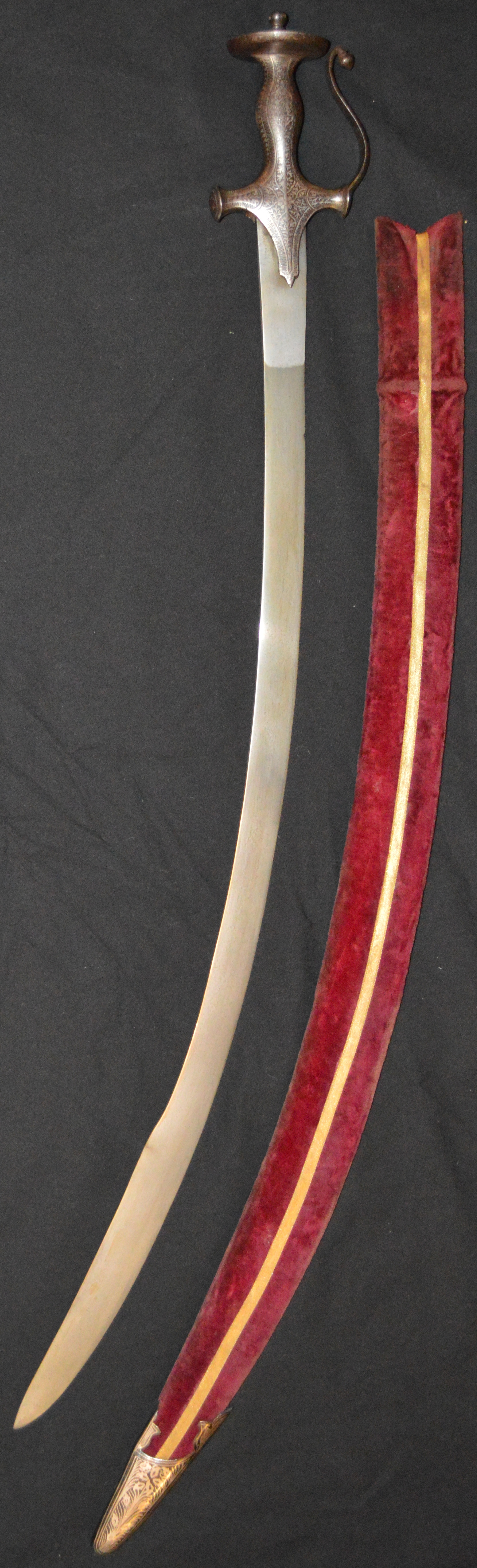
Talwar - Scimitarra dell'India

Le popolazioni nomadi dell'Asia Centrale (Turchi, Tartari, Mongoli) iniziarono ad utilizzare spade a lama ricurva dalla fine dell'era degli Xiongnu (III secolo), con un'affermazione definitiva del modello al tempo degli imperi dei Göktürk (es. Khaganato turco), subentrati nel territorio precedentemente occupato dagli Unni.
Si trattava di armi dalla lama marcatamente ricurva, monofilare, con un contro-taglio (yelman) lungo quanto un terzo della lama, in acciaio con alte percentuali di carbonio. Per via del suo peso contenuto e della lunghezza, nonché per la peculiare sagoma che risultava particolarmente adatta ai colpi di taglio preferiti dal guerriero in sella, ebbe larghissima diffusione tra i cavalieri. Le normali spade erano più versatili, grazie alla loro capacità di colpire di taglio e soprattutto di punta ma questa capacità non risultava così necessaria per i soldati a cavallo che avevano necessità di colpire rapidamente senza rischiare di impigliare la lama.
La diffusione dell'Islam tra i turchi contribuì alla diffusione della loro spada ricurva, il kilij, tra i grandi regni dell'Asia occidentale, a discapito delle spade a lama diritta precedentemente in uso presso gli arabi (v. kaskara), in uso sino al IX secolo. I primi kilij ad entrare nel bacino culturale arabo appartenevano ai Ghulam, gli schiavi-soldati di etnia turca che combatterono per i califfi Omayyadi ed Abbasidi. La creazione dell'Impero selgiuchide in Persia e del Sultanato di Iconio in Anatolia (XI secolo) fece dei turchi la potenza dominante dell'Asia centrale e del Medio Oriente, garantendo ulteriore diffusione e successo alla loro spada ricurva. Proprio in questo periodo, in Iran, iniziarono a diffondersi le shamshir a lama ricurva derivate dal kilij. Il parallelo avvio delle crociate ed il conseguente intensificarsi dei contatti e degli scontri tra europei, bizantini e potentati musulmani, diffuse in Europa l'idea della scimitarra quale arma "standard" di "mori" e "saraceni".
Nel XV secolo, la costituzione dell'Impero Moghul introdusse l'uso della scimitarra in India, ove sviluppò la locale variante, il talwar, a discapito della spada monofilare a lama diritta (khanda) in uso alla casta guerriera locale. Parallelamente, la definitiva affermazione dell'Impero ottomano quale potenza dominante in Europa orientale e Medio Oriente garantì al kilij un'enorme diffusione. Al volgere del XVI secolo, i continui contatti e scontri tra la cavalleria pesante occidentale e l'esercito ottomano nei Carpazi ed in Ucraina favorì lo sviluppo di una spada da cavallo ibrida, la szabla, in forza alla cavalleria della Confederazione Polacco-Lituana (v. husaria), che funse da archetipo per lo sviluppo della sciabola occidentale.
Il sistematico affermarsi dell'artiglieria pesante tra XVIII e XIX secolo, unitamente alla diffusione del moschetto e della baionetta, relegò la scimitarra, così come quasi tutti gli altri tipi di lama, ad un ruolo puramente di prestigio e ornamentale. La vittoria di Napoleone sui Mamelucchi egiziani (1798-1801), grazie ad un uso disciplinato e impeccabile delle tecniche di combattimento moderno, costituì certamente un significativo segnale del sempre più ristretto campo d'azione della cavalleria leggera armata di scimitarra (seppur poi una brigata di mamelucchi armati di scimitarra venne incorporata nelle file della Grande Armata). Anche quale arma di rappresentanza, sul territorio europeo, la scimitarra andò quasi scomparendo, in favore dell'ormai ben sviluppata sciabola, prediletta dagli eserciti occidentali. Nel 1826, il sultano Mahmud II operò una radicale ristrutturazione dell'esercito ottomano, abolendo l'uso del vecchio kilij proprio in favore della sciabola occidentale, segnando la fine di un'epoca.

## Simbologia
L'importanza dell'arma nella cultura islamica è tale da far sì che essa venga usata simbolicamente in numerose bandiere di stati della zona araba, come quella dell'Arabia Saudita o come quella della divisione "Handschar", la forza composta da bosniaci islamici organizzata dalle SS.

## Costruzione
La caratteristica peculiare della scimitarra è la sua lama ricurva, volta ad amplificare il momento angolare del colpo per garantire, a parità di larghezza, maggior efficacia al colpo di taglio rispetto ad una spada a lama diritta. Detta dinamica era già stata approfonditamente studiata da Sir Richard Francis Burton (1821-1890) nel suo The Book of the Sword (1884), basando le sue considerazioni fisico-scientifiche su quanto osservato da lui e da altri ufficiali dell'esercito britannico durante le campagne nel subcontinente indiano nel corso del XVIII-XIX secolo.
(Burton, Richard (1884), The Book of the Sword, Londra, Chatto & Windus,  pp. 130-132.)
Onde garantire ulteriore efficacia al colpo di taglio, la scimitarra, nella sua forma archetipica (dao mongolo) e nella sua forma classica (kilij turco), presenta inoltre un allargamento in prossimità della punta della lama, il contro-taglio (yelman in lingua turca). Si tratta però, in questo caso, non di una invenzione orientale ma di un accorgimento già noto ai popoli del Mediterraneo antico.
Già il tattico e storico della Grecia Antica, Senofonte (morto 355 a.C.), parlando della spada più consona per le forze di cavalleria aveva raccomandato il ricorso al coltellaccio tipo Makhaira, con lama leggermente ricurva ed ingrossantesi in prossimità della punta:
(Senofonte, Sull'equitazione - XII, 11-12)